# Ignacio Carrasco de Paula
Ignacio Carrasco de Paula (Barcelona, 25. listopada 1937.), španjolski biskup i pro-life aktivist, predsjednik Papinske akademije za život između 2010. i 2016. godine.
Rođen je u Barceloni. Nakon članstva u organizaciji Opus Dei, s 28 godina zaređen je za svećenika. Bio je ravnatelj Instituta za bioetiku na Sveučilištu Svetog Srca u Rimu te član etičkog vijeća pokusne klinike pri Sveučilišnoj bolnici "Gemelli" u Rimu.
Papa Ivan Pavao II. imenovao ga je savjetnikom Papinske akademije za život 1994. godine. Na svečanosti preuzimanja predsjedništva Zaklade istaknuo je kako će težište djelovanja staviti na podizanje svijesti o medicinskim i psihičkim posljedicama koje pobačaj ostavlja na majci te borbu protiv potpunog ozakonjenja pobačaja u Španjolskoj.
U rujnu 2010. papa Benedikt XVI. imenovao ga je naslovnim biskupom tuniškog Thapsusa, a biskupsko ređenje vodio je kardinal Tarcisio Bertone, kasniji državni tajnik Svete Stolice. Paula je kao protivnik in-vitro oplodnje javno prosvjedovao protiv dodjele Nobelove nagrade britanskom fiziologu Robertu Edwardsu, pioniru in-vitro oplodnje uz naglasak da ljudske stanice nisu potrošački proizvodi za prodaju, već temeljne jedinice života.